# Trevor Hudgins
Trevor Hudgins (ur. 23 marca 1999 w Manhattanie) – amerykański koszykarz, występujący na pozycji rozgrywającego.
23 października 2023 został zwolniony przez Houston Rockets.

## Osiągnięcia
Stan na 2 listopada 2023, na podstawie, o ile nie zaznaczono inaczej.
NCAA II
- Mistrz NCAA Division II (2019, 2021, 2022)
- Most Outstanding Player (MOP=MVP) turnieju:
  - NCAA Division II (2019, 2022)
  - Elite Eight (2019, 2022)
  - Small College Basketball Hall of Fame Classic (2018) 
    - MIAA (2022)
    - regionu centralnego NCAA Division II (2022)
- Uczestnik turnieju Portsmouth Invitational Tournament (2022)
- Koszykarz roku:
  - NCAA Division II (2021, 2022 według NABC)
  - konferencji Mid-America Intercollegiate Athletics Association (MIAA – 2020–2022)
  - regionu D2CCA (2020)
  - D2CCA Ron Lenz National Player of the Year (2021)
- Laureat nagrody Bevo Francis Award (2022)
- Najlepszy pierwszoroczny zawodnik konferencji MIAA (2019)
- Zaliczony do I składu:
  - Division II All-American (2021, 2022 przez NABC, D2CCA)
  - MIAA (2019–2022)
  - turnieju:
    - MIAA (2019–2022)
    - regionu centralnego (2021)
    - Elite 8 (2021)

  - All-D2CCA (2020)
  - Small College Basketball Hall of Fame Classic (2019)
- Lider NCAA DIvision II w:
  - liczbie:
    - punktów (2022 – 897)
    - celnych rzutów za 3 punkty (2021 – 90, 2022 – 168)
    - oddanych rzutów za 3 punkty (2022 – 405)

  - skuteczności rzutów za 3 punkty (2021 – 50,8%)